# Andata e ritorno (film 2003)
Andata e ritorno è un film del 2003 diretto da Alessandro Paci.
Prodotto nel 2001, è uscito nelle sale nell'estate del 2003, distribuito da Medusa Film, che acquisì la distribuzione del film dopo la chiusura della Cecchi Gori Group che produsse il film, e che avrebbe dovuto distribuirlo nel 2002.

## Trama
Sara e Samuele sono due ragazzi semplici che si occupano di una comunità di anziani. Un giorno Samuele scopre che uno di questi gli ha lasciato in eredità quattro miliardi di lire. Tutti questi soldi cambiano la vita di Samuele che comincia a trascurare amici e fidanzata per frequentare ambienti più altolocati, inizia a fare investimenti con dei presunti amici e alla fine perde tutto. Improvvisamente gli viene in mente un'idea per recuperare i soldi insieme ai suoi veri amici, ma non sarà un'impresa facile.

## Curiosità
- Questo fu l'ultimo film di Enzo Andronico e Giustino Durano, popolari caratteristi del cinema italiano, che scomparvero poco dopo la fine delle riprese.
- Il ritardo nell'uscita del film nelle sale, causato dalle vicissitudini legali alle quali andò incontro il produttore Cecchi Gori, comportò l'anacronismo che le somme di denaro con cui i personaggi hanno a che fare siano dichiarate in lire, benché nel 2003 l'Italia fosse già passata all'uso dell'euro.